# 沖種郎
沖 種郎（おき たねお、1925年2月5日 - 2005年）は、日本の建築家、都市計画家。通称「オキタネ」。

## 人物
1925年（大正15年）、京都府峰山町に生まれる。1945年（昭和20年）第六高等学校 (旧制)を卒業後、東京大学に入学。1951年（昭和26年）同大工学部建築学科卒業後、大学院修士課程に進学。丹下健三計画研究室に所属し学ぶかたわら、広島平和記念会館本館、神奈川県立図書館・音楽ホール計画、外務省庁舎計画案、広島子供の家、愛知県民館を担当する。1954年（昭和29年）修士課程修了後、丹下健三のもとで清水市庁舎、図書印刷・原町工場（沼津市）、香川県庁舎を担当するほか、白百合学園（仙台市）や旭洋印刷社屋などを手がける。
1959年（昭和34年）には芝浦工業大学に転出、助教授に就任、後に教授。1973年（昭和48年）からは同校学長。
1974年（昭和49年）7月1日から翌年まで芝浦工業大学高校校長も兼任。
1980年（昭和55年）に退職。
1961年（昭和36年）、大谷幸夫らと設計連合を設立。1963年（昭和38年）に国立国際会館設計競技に1等入選。その他受賞は第10回サンパウロ・ビエンナーレ銀賞ほか多数。
1964年（昭和39年）には、京都市から長期計画の委嘱を受けて、ヨーロッパ視察の機会を得、1966年（昭和41年）から京都市長期開発計画の委員となる。1970年（昭和45年）から2年間、日本建築家協会理事をつとめた。

## 代表作等
- 函館ラ・サール学園 1958年
- 城内学園 静岡県沼津市 1961年
- 宮津市庁舎[4]（京都府宮津市） 1962年
- 天照皇大神宮教本部道場 1964年
- 史都計画・京都 1965年
- スペイン・ビルバオ市住宅団地計画 1962年
- 奈良教育大学 1966年
- 京都市北部清掃工場 1968年
- 京都市動物園放養式類人猿舎 1969年
- EXPO'70、マッシュバルーン、ダイダラザウルス駅舎、スナックシェルター
- 芝浦工業大学大宮図書館 1971年
- 桜井南地区再開発計画（奈良県桜井市） 1971年
- 勝川駅前開発計画（愛知県春日井市） 1971年
- 茨城県文化財保護計画調査 1972年
- マリンハウスフキ 1977年